# Festungstore in Warmbad
Die Festungstore in Warmbad (englisch Historical Gateways) sind zwei baugleiche Festungstore der Schutztruppe für Deutsch-Südwestafrika in Warmbad in Namibia. 
Sie sind seit dem 1. März 1974 ein Nationales Denkmal Namibias.
Sie sind einzig erhaltenes Element der Warmbad-Feste. Die Tore wurden als Eingang zu einer Feste errichtet, die im Kampf gegen die Bondelswart diente. Das Fort selber wurde 1954 abgerissen. Heute (Stand April 2020) dienen die Tore als Eingang zur örtlichen Wache der Polizei.